# Владимир Нићифоровић
Владимир Нићифоровић (Београд, 8. јануар 1987) српски је позоришни, гласовни и телевизијски глумац и модни дизајнер.

## Биографија
Владимир Нићифоровић је рођен 8. јануара 1987. године у Београду. Драмске уметности је дипломирао на Академији умјетности Универзитета у Бањој Луци у класи професора Владимира Јевтовића. Остварио је велики број улога у Дјечијем позоришту Републике Српске и Народном позоришту Републике Српске.

## Филмографија
| Год.       | Назив                      | Улога            |
| ---------- | -------------------------- | ---------------- |
| 2008.      | То топло љето              | Далматинац Марин |
| 2008.      | Другог пута нема!          |                  |
| 2009.      | Дјечак и дјевојчица        | Дјечак           |
| 2010.      | Ја то могу!                |                  |
| 2014.      | Шум                        |                  |
| 2016.      |                            |                  |
| 2019.      | Синђелићи                  | Менаџер агенције |
| 2019.      | Реална прича               | Глумац           |
| 2020.      | Јужни ветар                | Ступаров сецко   |
| 2020.      | Мама и тата се играју рата | Глумац           |
| 2022-2023. | Од јутра до сутра          | Чеда             |
| 2024.      | Игра судбине               | Лепомир Мичић    |

## Улоге у синхронизацијама
| Година синх. | Назив                                          | Улога                        |
| ------------ | ---------------------------------------------- | ---------------------------- |
| 2013.        | Фанбој и Чам Чам                               | додатни гласови              |
| 2013.        | Инвазија Рабида                                | Кевин (С1Е4)                 |
| 2013.        | Аватар: Легенда о Кори                         | додатни гласови              |
| 2013.        | Биг тајм раш                                   | Кендал Најт                  |
| 2013.        | Зврчка                                         | Бен                          |
| 2013-2016.   | Кунг-фу панда: Легенде о феноментастичном      | Мајстор Мајмун               |
| 2013.        | Млади мутанти нинџа корњаче (2012)             | Кирби О’Нил                  |
| 2013-2020.   | Патролне шапе                                  | Зума (С1-6, С7 неке епизоде) |
| 2013.        | Ракетни мајмуни                                | Воли                         |
| 2013.        | Робот и Чудовиште                              | Чудовиште Крамхолц           |
| 2013.        | Чудновили Божић                                | Дингл Дејв                   |
| 2013.        | Ај Карли                                       | Стивен Карсон итд.           |
| 2014.        | Ники Дус                                       | Доктор                       |
| 2014.        | Сем и Кет                                      | Роби Шапиро                  |
| 2014.        | Урок                                           | додатни гласови              |
| 2014.        | Рио 2                                          | додатни гласови              |
| 2014.        | Чудновило лето                                 | Господин Малиган             |
| 2015.        | У мојој глави                                  | Страх                        |
| 2016.        | Руфус                                          | Ди-џеј                       |
| 2016-2018.   | Школа рока                                     | Џастин Гуштер Ноћи           |
| 2017.        | Блејз и чудовишне машине                       | додатни гласови              |
| 2018.        | Ралф растура интернет                          | Мејби                        |
| 2018.        | Ухвати Ејса                                    | Џефри Тиберијус Тимберлејк   |
| 2018.        | Уздизање нинџа корњача (С1)                    | Хипно-Потамус                |
| 2019.        | Патролне шапе: Моћне шапе                      | Зума                         |
| 2020.        | Патролне шапе: Припрема, позор, спасавај       | Зума                         |
| 2022.        | Баз Светлосни                                  | Федерингамстен               |
| 2024.        | У мојој глави 2                                | Страх                        |
| 2025.        | Принцеза коју је отео змај који отима принцезе |                              |